# Young Dracula
Young Drácula (en España: El jovencito Drácula; en Latinoamérica: El joven Drácula) es una serie de televisión británica, dirigida por Joss Agnew, la primera temporada se emitió en 2006, y la segunda temporada, comenzó a finales del 2007, concluyó a principios de 2008. Una tercera temporada fue encargada tres años más tarde y comenzó a transmitirse el 31 de octubre de 2011, y una cuarta comenzó a transmitirse el 29 de octubre de 2012.
Algunos han calificado la serie como "terror para toda la familia" moviéndose en la misma onda que La familia Monster o La familia Addams. Pero a medida que ha ido avanzando la serie, su trama ha cambiado hacia un género más dramático y de terror; tanto es así que ya no se la considera "terror para toda la familia". Cuatro años después la serie se ha vuelto a grabar, con un Vlad mayor y con sus poderes, una Ingrid mucho más malvada y un conde más sediento de sangre. Además hay muchos personajes nuevos. 

## Argumento
Narra la vida de la familia Drácula: el Conde Drácula y sus dos hijos adolescentes Ingrid y Vlad. Este último, desesperado por tener una vida normal y no tener que convertirse en vampiro a los 16 (cuando comienza la serie tiene 13). Todos viven en un castillo que se encuentra en un barrio del extrarradio Londinense después de que se mudaran de su Transilvania natal. En su nueva escuela, Vlad se hará amigo de Robin, un chico obsesionado con convertirse en vampiro y que le ayudará en todos los líos que se meta, la mayoría de ellos relacionados con su padre intentando hacer de las suyas o con la familia Van Helsing, una familia caza-vampiros.

## Elenco

### Elenco principal
- Gerran Howell como Vladimir "Vlad" Drácula: Vlad es el hijo y heredero del Conde Drácula. A diferencia de su hermana mayor Ingrid, está desesperado por tener una vida normal y no tener que convertirse en un vampiro a los 16, pero también quiere complacer a su padre. Descubre que él es el "elegido", el líder de todos los vampiros que los guiara a un nuevo destino.
- Keith-Lee Castle como el Conde Drácula: El conde Drácula tiene aproximadamente 600 años de edad, y se vio obligado a mudarse desde su Transilvania natal con sus dos hijos, Vlad e Ingrid, para escapar de una turba de campesinos enojados. Es uno de los vampiros más poderosos que existen, pero aun así decidió mantener un perfil bajo. A pesar de sus pretensiones de ser "El príncipe de las tinieblas", el Conde muestra ocasionalmente compasión y bondad.
- Clare Thomas como Ingrid Drácula: Ingrid es la hija mayor del conde Drácula. A diferencia de su hermano ella ama el estilo de vida vampírica y se viste con ropa al estilo gótico, ya sea de color negro o rojo. Ingrid es un personaje atractivo pero cruel, pasando la mayor parte de su tiempo burlándose de la gente o discutiendo con su padre, a quien ella desea impresionar pero en vano.
- Simon Ludders como Renfield: Percival Renfield es un siervo que ha estado al servicio de la familia Drácula después de la muerte de su padre. Él hace todo lo posible para ayudar al conde, pero tiende a hacer las cosas mal. A pesar de que parece ser poco inteligente, es experto en la alquimia y en la odontología, con conocimiento de áreas similares a la ciencia.

### Elenco secundario
- Donna Grant como Magda Westenra: Magda es la exesposa del conde y madre de Ingrid y Vlad, pero huyó con un hombre lobo llamado Patrick. Es muy vanidosa y egoísta, manipula los sentimientos de las personas para su propio beneficio y siempre tiene motivos ocultos en sus acciones. Sin embargo, el conde parecía amarla precisamente por su crueldad. Supuestamente Madga era la madre de Vlad, pero el Conde posteriormente reveló que ella no era su madre biológica; sino que Magda había acordado criar a Vlad como su hijo para aliviar la presión de producir un heredero varón.
- Craig Roberts como Robin Branagh: Robin fue el mejor amigo de Vlad. Estaba obsesionado con los vampiros hasta tal punto que llevaba una capa negra a la escuela. Tenía muy pocos amigos, siendo visto como un extraño por los demás estudiantes. El amor de Robin hacía la cultura vampírica no era del agrado de Vlad, quien deseaba ser un humano normal, sin embargo, Robin era un amigo leal. Vlad le borró la memoria a Robin y al resto de su familia con el fin de protegerlos, haciéndole olvidar que los vampiros existían. Pero el borrado de memoria no puede hacer olvidar a alguien importarte para la persona, por lo que no está claro si Robin olvidó o no a Vlad.
- Sydney Rae White como Erin Noble: Erin es una asesina de vampiros entrenada, quien fingió ser un vampiro para matar a Vlad y a su familia con el fin de salvar a su hermano mayor, Ryan. Vlad está enamorado de ella, y no le importó que see una humana. Después, ambos se vuelven novio.
- Richard Southgate como Malik Vaccaria: Malik es un vampiro callejero de alrededor de 300 años de edad, quien alegaba ser el hijo del Conde, fruto de la relación con su antiguo amor, Elizabetta Vaccaria. Sin embargo, más tarde Malik reveló que fue utilizado por su madre Elizabetta para destruir a la familia del Conde como venganza por abandonarla. Finalmente, fue desterrado por Vlad.

## Temas incorporados
La serie abarca temas que a muchos niños les crean dificultades en la vida real. Una de las primeras preocupaciones del protagonista Vlad, es la de tener que adaptarse a vivir lejos de su país natal y hablar un nuevo idioma con el fin de pasar como un ser humano "normal", que por supuesto es todo lo que quiere ser. Vlad se siente aislado no sólo en el ámbito escolar sino también dentro de su familia, donde por el contrario de Ingrid, que quiere ser un vampiro, causa preferencias entre hermanos por parte de su padre.
Por otro lado, las relaciones familiares irregulares y complicadas (un rasgo que comparten la mayoría de los personajes juveniles) son un tema constante en la serie.